# Люмьер (кинопремия, 2002)
7-я церемония вручения наград премии «Люмьер» за заслуги в области французского кинематографа за 2001 год состоялась 25 февраля 2002 года.

## Список лауреатов
- Лучший фильм:
  - Амели, режиссёр Жан-Пьер Жёне.
- Лучший режиссёр:
  - Патрис Шеро, за фильм Интим.
- Лучший актёр:
  - Мишель Буке за роль в фильме Как я убил своего отца[англ.].
- Лучшая актриса:
  - Одри Тату за роль в фильме Амели.
- Лучший сценарий:
  - Амели – Жан-Пьер Жёне и Гийом Лоран[фр.].
- Многообещающему актёру:
  - Абдель Халис за роль в фильме 17, rue Bleue[англ.].
- Многообещающей актрисе:
  - Рашида Бракни за роль в фильме Хаос[англ.].
- Лучший иностранный фильм:
  - Билли Эллиот, режиссёр Стивен Долдри.